# Martin Crowe
Martin Francis Crowe (ur. 21 czerwca 1923 w Ballarat, zm. 3 lipca 2011) – australijski lekkoatleta, młociarz.
Podczas igrzysk olimpijskich w Melbourne (1956) zajął 21. miejsce w eliminacjach (z wynikiem 48,43) i nie awansował do finału.
Pięciokrotnie stawał na podium mistrzostw Australii (bez złotego medalu).

## Rekordy życiowe
- Rzut młotem – 54,52 (1963)